# Noctuelia staudingeri
Noctuelia staudingeri là một loài bướm đêm trong họ Crambidae.